# Nova Sela (miasto Omiš)
Nova Sela – wieś w Chorwacji, w żupanii splicko-dalmatyńskiej, w mieście Omiš. W 2011 roku liczyła 224 mieszkańców.